# Синельников Євген Олександрович
Євген Олександрович Синельников (3 листопада 1981, Запоріжжя, УРСР) — український режисер, телеведучий, мандрівник, актор, один з ведучих шоу «Орел і решка», співзасновник youtube-каналу "УкрЮтюбПроєкт". Відвідав понад 115 країн.

## Життєпис
Євген Синельников народився і виріс у Запоріжжі. Професійні навички отримав в Інституті кіно і телебачення при Київському національному університеті культури і мистецтв. 
У 2001 році знявся в мінісеріалі «Не покидай мене, любове» в епізодичній ролі. 
У 2005 році працював оператором на зйомках фільму «Собака Павлова». 
Першим проєктом Євгена стало телешоу на телеканалі «Інтер» під назвою «Сімейний пес», присвячене домашнім вихованцям, де сім'ям з дітьми пропонувалося за 4 дні вибрати собі кудлатого друга з чотирьох собак. Вибраний пес залишався жити в сім'ї, а решту собак забирали самі телеглядачі, зателефонувавши по гарячій лінії. 
У 2011 році, з першого сезону «Орел і решка», коли ведучими були Алан і Жанна Бадоєва, Синельников став режисером-постановником програми. Пізніше Євген став і режисером програми «Орел і решка. Шопінг».
Наступною роботою Євгена Синельникова у 2013 році стало кулінарне шоу «Кухня із Дмитром Шепелєвим» на телеканалі «Інтер», у якому режисер працював у всіх сезонах. Після цього почав безперервно працювати в шоу «Орел і решка».
Ведучим працює з осені 2014 року, коли довелося у Бордо замінити Миколу Сергу, що спізнився на літак.
8 лютого 2015 року почався показ 10-го сезону передачі «Орел і решка», де Євген взяв участь. 17 серпня 2015 року у ефір вийшла друга частина цього сезону, де Євген був співведучим. 10 грудня 2015 року Євген вирушив у навколосвітню подорож разом з телепередачею, яка тривала 9 місяців.
У 2020 році займався режисурою проєкту «Орел і Решка: Карантин», який отримав дуже швидку популярність. 
У 2018 заснував програму «Дома лучше» — про подорожі по Україні. Ідея проєкту народилася ще до пандемії, проте коли почався локдаун тема вітчизняного туризму стала трендовою. Уся програма присвячена подорожам містами України. Першими населеними пунктами стали Житомир та Запоріжжя.

### УкрЮтюбПроєкт
У 2021 році разом з колишнім продюсером Орла і Решки Сергієм Гулейковим запустив youtube-канал УкрЮтюбПроєкт, на якому зосередився на створенні україномовного контенту. Один із проєктів — тревел-шоу «Крафтові мандри» коли відчув, що дуже популярною стає крафтова продукція, а поїздки на ферми та виноробні невіддільною частиною туризму. Першим місцем для висвітлення проєктом стала Бессарабія. Також були відзняті випуски про Вінницю, Полтаву, Харків, Галичину, Таврію, Карпати та Буковину.  

### Зроблено в Україні
З 2024 року на власному YouTube каналі випустив цикл програм "482 Зроблено в Україні" в якій розповідає про українські підприємства та їх вклад в економіку країни.

## Особисте життя
Розлучений. Колишня дружина — Олена, співавтор програми «Орел і решка», продюсер та генеральний директор продакшн-студії «Teen Spirit». Разом виховують сина.
Євген Синельников любить музику. Раніше він був бас-гітаристом рок-гурту, але виступав такий колектив лише для друзів.

## Проєкти[17]
- «Дома лучше»
- «Крафтові мандри»
- Орел і решка 10 сезон
- Орел і решка. Шопінг 1 сезон
- Орел та решка 9 сезон. Незвідана Європа
- Орел та решка 8 сезон. На краю світу
- Орел і решка 7 сезон
- Орел і решка 6 сезон
- Орел і решка 5 сезон
- Орел і решка 4 сезон

- Орел і решка 3 сезон
- Орел і решка 2 сезон
- Орел і решка
- Не залишай мене, кохання
- «Сімейний пес»
- Кухня із Дмитром Шепелєвим